# James Kennedy (psychologue)
Pour les articles homonymes, voir James Kennedy.
James Kennedy (5 novembre 1950-) est un psychologue social américain.

## Biographie
Il est connu comme précurseur et chercheur dans le domaine de Optimisation par essaims particulaires. Le premier article sur le sujet, par Kennedy et Russel C. Eberhart, fut présenté en 1995 ; depuis, plus d'un millier d'articles a été publié sur l'optimisation par essaims particulaires. L'intelligence collective est écrit par Kennedy avec Eberhart et Yuhui Shi, en 2001.
Le paradigme de l'optimisation par essaims particulaires s'appuie sur des recherches en simulation socio-psychologique de Kennedy à l'Université de North California, intégrant les méthodes de l'Algorithme évolutionniste qu'Eberhart utilisait depuis les années 1990. Le résultat était une méthode de résolution de problèmes ou un algorithme par optimisation basé sur les principes de l'interaction social entre êtres humains. Les individus commencent le programme avec des suppositions aléatoires quant à la solution d'un problème. Pendant que le programme tourne, les « particules » partagent leur succès avec les voisins topologiques ; chaque particule est à la fois enseignant et étudiant. Avec le temps, la population converge de manière fiable sur des solutions optimales..
Il a travaillé sur les méthodes d'enquête au Département du Travail des États-Unis, et a  conduit des recherches sur les effets sociaux sur la Cognition et l'attitude. Il a travaillé sur les essaims de particules depuis 1994.
Il est en retraite depuis 2017.